# Catalina Valls Aguiló
Catalina Valls Aguiló (Palma, Mallorca, 9 de abril de 1906 - íd., 7 de diciembre de 1999), más conocida como Catina Valls, fue una actriz de teatro mallorquina, directora teatral y escritora. Considerada una de las impulsoras del teatro mallorquín de la primera mitad del siglo XX, contribuyó a recuperar en Mallorca el uso público del catalán en los escenarios.

## Biografía
Hija de Joan Valls y Catalina Aguiló, plateros, sus hermanos eran los también actores Joan y Cristina Valls Aguiló. Se inició como solista con el Orfeó Mallorquí, y pronto compaginó las actuaciones musicales con el teatro. Estudió declamación y vocalización con Juan Vázquez en la Peña Artística del Fomento del Civismo y a principios de la década de 1920 intervino en representaciones en el Círculo de Obreros Católicos y en el Salón Mallorca, mientras debutaba también en la zarzuela, en 1922, en el Teatro Principal de Palma, y como cupletista, en 1923, con el nombre de Catina la Baleárica, en el Teatro Lírico de Palma.
Tras rechazar una oferta de contrato para actuar en Madrid y formarse en el Conservatorio, en 1927 fundó la compañía Catina-Estelrich, junto a su cuñado, Joan Estelrich y su hermana. La compañía constituyó uno de los principales grupos teatrales de los años 20 y 30. Fue su primera actriz hasta 1938, cuando se disolvió. A principios de la década de 1940 aprobó unas oposiciones a Telefónica y, después de unos años inactiva en el teatro, a finales de los años 40 dirigió la Compañía de Teatro Regional, que después se llamaría Artis.
En 1949 se retiró de la interpretación, con el papel de Señora Abuela en Puertas Abiertas, de Martí Mayol y Josep Maria Palau y Camps en el Teatro Principal de Palma. En los años 50 dirigió, junto a Josep Ribas, la Compañía Infantil del Teatro Principal de Palma.
A lo largo de su vida teatral Interpretó zarzuelas, cuplés, hizo teatro en mallorquín/catalán e incluso en retransmisiones de radio. Representó en los escenarios obras en castellano de Carlos Arniches, Pedro Muñoz Seca, Vital Aza o Luca de Tena, y otros de teatro, en mallorquín, con obras de Miquel Puigserver, Bartomeu Ferrà, Josep Maria Tous y Maroto, Martí Mayol o Aina Villalonga.

## Legado y memoria
El Teatro Municipal del Paseo de Mallorca, en Palma, lleva el nombre de Catalina Valls en su recuerdo.